# Dirka po Španiji 2001
Dirka po Španiji 2001 (špansko Vuelta a España 2001) je 56. izvedba dirke po Španiji, tritedenske moške cestne kolesarske etapne dirke. Začela se je 8. septembra v Salamanci in končala 30. septembra v Madridu. Sodelovalo je 189 kolesarjev iz 21-ih ekip. Rumeno majico je prvič osvojil Ángel Casero (Festina), drugo mesto Óscar Sevilla (Kelme–Costa Blanca), tretji Levi Leipheimer (US Postal) pa je bil zaradi dopinga diskvalificiran. Oranžno in rdečo majico je osvojil José María Jiménez (iBanesto.com), zeleno majico pa César García Calvo (Colchon Relax–Fuenlabrada).

## Ekipe
1. razred
- Cofidis
- Domo–Farm Frites–Latexco
- Euskaltel-Euskadi
- Festina
- iBanesto.com
- Kelme–Costa Blanca
- Lampre-Daikin
- Mapei–Quick-Step
- Mercatone Uno–Stream TV
- ONCE-Eroski
- Rabobank
- Saeco Macchine per Caffè
- Team Coast–Buffalo
- Team Telekom
- US Postal

2. razred
- Alessio
- Cantina Tollo–Acqua e Sapone
- Ceramiche Panaria–Fiordo
- Jazztel–Costa de Almería
- Colchon Relax–Fuenlabrada
- Milaneza–MSS

## Etape
| Etapa | Datum         | Štart/Cilj                                            | Razdalja               | Tip       | Tip                    | Zmagovalec                      |           |
| ----- | ------------- | ----------------------------------------------------- | ---------------------- | --------- | ---------------------- | ------------------------------- | --------- |
| 1     | 8. september  | Salamanca                                             | 12 km                  |           | posamični kronometer   | David Millar (GBR)              |           |
| 2     | 9. september  | Salamanca – Valladolid                                | 147,2 km               |           | ravninska etapa        | Erik Zabel (GER)                |           |
| 3     | 10. september | Valladolid – León                                     | 140,5 km               |           | ravninska etapa        | Erik Zabel (GER)                |           |
| 4     | 11. september | León – Gijón                                          | 175 km                 |           | ravninska etapa        | Erik Zabel (GER)                |           |
| 5     | 12. september | Gijón – Lagos de Covadonga                            | 160,8 km               |           | gorska etapa           | Juan Miguel Mercado (ESP)       |           |
| 6     | 13. september | Cangas de Onís – Torrelavega                          | 180,6 km               |           | hribovito-gorska etapa | David Millar (GBR)              |           |
| 7     | 14. september | Torrelavega                                           | 44,2 km                |           | posamični kronometer   | Santiago Botero (COL)           |           |
| 8     | 15. september | Reinosa – Alto de la Cruz de la Demanda (Valdezcaray) | 195 km                 |           | gorska etapa           | José María Jiménez (ESP)        |           |
| 9     | 16. september | Logroño – Zaragoza                                    | 179,2 km               |           | ravninska etapa        | Igor González de Galdeano (ESP) |           |
|       | 17. september | Província de Barcelona                                | Província de Barcelona |           | dan počitka            | dan počitka                     |           |
| 10    | 18. september | Sabadell – La Molina                                  | 168,4 km               |           | gorska etapa           | Santiago Blanco (ESP)           |           |
| 11    | 19. september | Alp – Estació de Pal (Andora)                         | 154,2 km               |           | gorska etapa           | José María Jiménez (ESP)        |           |
| 12    | 20. september | Ordino – Estació d'Esquí d'Ordino-Alcalís (Andora)    | 17,1 km                |           | gorski kronometer      | José María Jiménez (ESP)        |           |
| 13    | 21. september | Andora – Universal Studios Port Aventura              | 206 km                 |           | hribovita etapa        | Beat Zberg (SUI)                |           |
| 14    | 22. september | Tarragona – Vinaròs                                   | 170,5 km               |           | ravninska etapa        | Juan Manuel Gárate (ESP)        |           |
| 15    | 23. september | Valencia – Alto de Aitana                             | 207,2 km               |           | gorska etapa           | Claus Michael Møller (DEN)      |           |
|       | 24. september | Província de València                                 | Província de València  |           | dan počitka            | dan počitka                     |           |
| 16    | 25. september | Alcoy – Murcia                                        | 153,3 km               |           | hribovita etapa        | Tomáš Konečný (CZE)             |           |
| 17    | 26. september | Murcia – Albacete                                     | 159,5 km               |           | ravninska etapa        | Robert Hunter (RSA)             |           |
| 18    | 27. september | Albacete – Cuenca                                     | 154,2 km               |           | ravninska etapa        | Filippo Simeoni (ITA)           |           |
| 19    | 28. september | Cuenca – Guadalajara                                  | 168 km                 |           | hribovita etapa        | Guido Trenti (USA)              |           |
| 20    | 29. september | Guadalajara – Alto de Abantos                         | 176,3 km               |           | gorska etapa           | Gilberto Simoni (ITA)           |           |
| 21    | 30. september | Madrid                                                | 38 km                  |           | posamični kronometer   | Santiago Botero (COL)           |           |
|       | Skupaj        | Skupaj                                                | 3012,2 km              | 3012,2 km | 3012,2 km              | 3012,2 km                       | 3012,2 km |

## Razvrstitev po klasifikacijah
| Etapa  | Zmagovalec                | Rumena majica · | Oranžna majica ·   | Rdeča majica ·      | Ekipno             |
| ------ | ------------------------- | --------------- | ------------------ | ------------------- | ------------------ |
| 1      | David Millar              | David Millar    | David Millar       | David Millar        | Kelme–Costa Blanca |
| 2      | Erik Zabel                | David Millar    | David Millar       | David Millar        | Kelme–Costa Blanca |
| 3      | Erik Zabel                | David Millar    | Erik Zabel         | David Millar        | Kelme–Costa Blanca |
| 4      | Erik Zabel                | Santiago Botero | Erik Zabel         | Karsten Kroon       | Mapei–Quick-Step   |
| 5      | Juan Miguel Mercado       | Óscar Sevilla   | Erik Zabel         | Juan Miguel Mercado | iBanesto.com       |
| 6      | David Millar              | Óscar Sevilla   | Erik Zabel         | Juan Miguel Mercado | iBanesto.com       |
| 7      | Santiago Botero           | Santiago Botero | Erik Zabel         | Juan Miguel Mercado | Kelme–Costa Blanca |
| 8      | José María Jiménez        | Joseba Beloki   | Erik Zabel         | Juan Miguel Mercado | Festina            |
| 9      | Igor González de Galdeano | Joseba Beloki   | Erik Zabel         | Juan Miguel Mercado | Festina            |
| 10     | Santiago Blanco           | Joseba Beloki   | Erik Zabel         | Juan Miguel Mercado | iBanesto.com       |
| 11     | José María Jiménez        | Óscar Sevilla   | Erik Zabel         | José María Jiménez  | iBanesto.com       |
| 12     | José María Jiménez        | Óscar Sevilla   | José María Jiménez | José María Jiménez  | iBanesto.com       |
| 13     | Beat Zberg                | Óscar Sevilla   | José María Jiménez | José María Jiménez  | iBanesto.com       |
| 14     | Juan Manuel Gárate        | Óscar Sevilla   | José María Jiménez | José María Jiménez  | iBanesto.com       |
| 15     | Claus Michael Møller      | Óscar Sevilla   | José María Jiménez | José María Jiménez  | iBanesto.com       |
| 16     | Tomáš Konečný             | Óscar Sevilla   | José María Jiménez | José María Jiménez  | iBanesto.com       |
| 17     | Robert Hunter             | Óscar Sevilla   | José María Jiménez | José María Jiménez  | iBanesto.com       |
| 18     | Filippo Simeoni           | Óscar Sevilla   | Erik Zabel         | José María Jiménez  | iBanesto.com       |
| 19     | Guido Trenti              | Óscar Sevilla   | Erik Zabel         | José María Jiménez  | iBanesto.com       |
| 20     | Gilberto Simoni           | Óscar Sevilla   | José María Jiménez | José María Jiménez  | iBanesto.com       |
| 21     | Santiago Botero           | Ángel Casero    | José María Jiménez | José María Jiménez  | iBanesto.com       |
| Skupaj | Skupaj                    | Ángel Casero    | José María Jiménez | José María Jiménez  | iBanesto.com       |

## Končna razvrstitev
| Legenda | Legenda                                    | Legenda | Legenda                          |
| ------- | ------------------------------------------ | ------- | -------------------------------- |
|         | Predstavlja vodilnega v skupnem seštevku   |         | Predstavlja vodilnega po točkah  |
|         | Predstavlja vodilnega v gorski razvrstitvi |         | Predstavlja vodilnega v šprintih |

### Rumena majica
| Poz. | Kolesar                    | Ekipa              | Čas         |
| ---- | -------------------------- | ------------------ | ----------- |
| 1    | Ángel Casero (ESP)         | Festina            | 70h 49' 05" |
| 2    | Óscar Sevilla (ESP)        | Kelme–Costa Blanca | + 0' 47"    |
| DSQ  | Levi Leipheimer (USA)      | US Postal          | + 2' 59"    |
| 4    | Roberto Heras (ESP)        | US Postal          | + 3' 56"    |
| 5    | Juan Miguel Mercado (ESP)  | iBanesto.com       | + 5' 45"    |
| 6    | David Plaza (ESP)          | Festina            | + 5' 53"    |
| 7    | José Luis Rubiera (ESP)    | US Postal          | + 6' 57"    |
| 8    | Claus Michael Møller (DEN) | Milaneza–MSS       | + 7' 13"    |
| 9    | Aitor Osa (ESP)            | iBanesto.com       | + 8' 32"    |
| 10   | Fernando Escartín (ESP)    | Team Coast–Buffalo | + 10' 31"   |

| Skupna razvrstitev kolesarjev (11–25) | Skupna razvrstitev kolesarjev (11–25) | Skupna razvrstitev kolesarjev (11–25) | Skupna razvrstitev kolesarjev (11–25) |
| Poz.                                  | Kolesar                               | Ekipa                                 | Čas                                   |
| ------------------------------------- | ------------------------------------- | ------------------------------------- | ------------------------------------- |
| 11                                    | Iban Mayo (ESP)                       | Euskaltel-Euskadi                     | + 12' 58"                             |
| 12                                    | Roberto Laiseka (ESP)                 | Euskaltel-Euskadi                     | + 13' 32"                             |
| 13                                    | Íñigo Cuesta (ESP)                    | Cofidis                               | + 14' 00"                             |
| 14                                    | Luis Pérez Rodríguez (ESP)            | Festina                               | + 20' 07"                             |
| 15                                    | Félix García Casas (ESP)              | Festina                               | + 21' 01"                             |
| 16                                    | Tomáš Konečný (CZE)                   | Domo–Farm Frites–Latexco              | + 23' 32"                             |
| 17                                    | José María Jiménez (ESP)              | iBanesto.com                          | + 24' 23"                             |
| 18                                    | Santiago Botero (COL)                 | Kelme–Costa Blanca                    | + 25' 01"                             |
| 19                                    | Manuel Beltrán (ESP)                  | Mapei–Quick-Step                      | + 27' 14"                             |
| 20                                    | Franco Pellizotti (ITA)               | Alessio                               | + 27' 58"                             |
| 21                                    | Santiago Blanco (ESP)                 | iBanesto.com                          | + 28' 56"                             |
| 22                                    | Unai Osa (ESP)                        | iBanesto.com                          | + 33' 30"                             |
| 23                                    | Roberto Conti (ITA)                   | Cantina Tollo–Acqua e Sapone          | + 34' 03"                             |
| 24                                    | Richard Virenque (FRA)                | Domo–Farm Frites–Latexco              | + 38' 45"                             |
| 25                                    | Mikel Zarrabeitia (ESP)               | ONCE-Eroski                           | + 39' 06"                             |

### Rdeča majica
| Poz. | Kolesar                    | Ekipa              | Točke |
| ---- | -------------------------- | ------------------ | ----- |
| 1    | José María Jiménez (ESP)   | iBanesto.com       | 130   |
| 2    | Erik Zabel (GER)           | Team Telekom       | 125   |
| DSQ  | Levi Leipheimer (USA)      | US Postal          | 115   |
| 4    | Santiago Botero (COL)      | Kelme–Costa Blanca | 102   |
| 5    | Óscar Sevilla (ESP)        | Kelme–Costa Blanca | 101   |
| DSQ  | David Millar (GBR)         | Cofidis.           | 93    |
| 7    | Claus Michael Møller (DEN) | Milaneza–MSS       | 89    |
| 8    | Ángel Casero (ESP)         | Festina            | 88    |
| 9    | Juan Miguel Mercado (ESP)  | iBanesto.com       | 77    |
| 10   | Sven Teutenberg (GER)      | Festina            | 70    |

### Oranžna majica
| Poz. | Kolesar                    | Ekipa              | Točke |
| ---- | -------------------------- | ------------------ | ----- |
| 1    | José María Jiménez (ESP)   | iBanesto.com       | 162   |
| 2    | Claus Michael Møller (DEN) | Milaneza–MSS       | 110   |
| 3    | Juan Miguel Mercado (ESP)  | iBanesto.com       | 88    |
| 4    | Óscar Sevilla (ESP)        | Kelme–Costa Blanca | 82    |
| 5    | José Luis Rubiera (ESP)    | US Postal          | 55    |
| 6    | Gilberto Simoni (ITA)      | Lampre-Daikin      | 53    |
| 7    | Roberto Heras (ESP)        | US Postal          | 50    |
| 8    | Íñigo Cuesta (ESP)         | Cofidis            | 49    |
| 9    | Santiago Blanco (ESP)      | iBanesto.com       | 48    |
| 10   | Félix Cárdenas (COL)       | Kelme–Costa Blanca | 42    |

### Zelena majica
| Poz. | Kolesar                   | Ekipa                        | Točke |
| ---- | ------------------------- | ---------------------------- | ----- |
| 1    | César García Calvo (ESP)  | Colchon Relax–Fuenlabrada    | 40    |
| 2    | Robert Hunter (RSA)       | Lampre-Daikin                | 20    |
| 3    | Óscar Laguna (ESP)        | Colchon Relax–Fuenlabrada    | 19    |
| 4    | Erik Zabel (GER)          | Team Telekom                 | 16    |
| 5    | Pedro Díaz Lobato (ESP)   | Jazztel–Costa de Almería     | 14    |
| 6    | José Manuel Vázquez (ESP) | Colchon Relax–Fuenlabrada    | 12    |
| 7    | Germán Nieto (ESP)        | Colchon Relax–Fuenlabrada    | 12    |
| 8    | Juan Manuel Gárate (ESP)  | Lampre-Daikin                | 12    |
| 9    | Karsten Kroon (NED)       | Rabobank                     | 11    |
| 10   | Guido Trenti (ITA)        | Cantina Tollo–Acqua e Sapone | 11    |

### Ekipna razvrstitev
| Poz. | Ekipa                    | Čas          |
| ---- | ------------------------ | ------------ |
| 1    | iBanesto.com             | 212h 05' 24" |
| 2    | US Postal                | + 23' 47"    |
| 3    | Festina                  | + 26' 08"    |
| 4    | Kelme–Costa Blanca       | + 1h 01' 11" |
| 5    | Euskaltel-Euskadi        | + 1h 03' 31" |
| 6    | Milaneza–MSS             | + 1h 36' 55" |
| 7    | ONCE-Eroski              | + 1h 53' 28" |
| 8    | Cofidis                  | + 1h 54' 12" |
| 9    | Mapei–Quick-Step         | + 2h 08' 36" |
| 10   | Domo–Farm Frites–Latexco | + 2h 24' 36" |